# Henri Fréville (métro de Rennes)
Pour les articles homonymes, voir Fréville.
Henri Fréville est une station de la ligne A du métro de Rennes, située dans le quartier Italie, à la limite avec le quartier Les Chalais, à Rennes dans le département français d'Ille-et-Vilaine en région Bretagne.
Mise en service en 2002, elle a été conçue par les architectes Dominique Brard, Olivier Le Bras, Marc Quelen et Patrice Robaglia.
C'est une station, équipée d'ascenseurs, qui est accessible aux personnes à mobilité réduite.

## Situation sur le réseau
Établie en souterrain (tranchée couverte) sous l'avenue Henri-Fréville, la station Henri Fréville est située sur la ligne A, entre les stations Clemenceau (en direction de Kennedy) et Italie (en direction de La Poterie).

## Histoire
La station Henri Fréville est mise en service le 15 mars 2002, lors de l'ouverture à l'exploitation de la ligne A. Son nom a pour origine l'avenue Henri-Fréville, sous laquelle elle se trouve, ainsi nommée en l'honneur d'Henri Fréville (1905-1977), ancien maire de Rennes. Jusqu'en 1993, cette avenue se nommait avenue de Crimée. 
La construction de la station débute en 1997, le gros œuvre est terminé à l'été 1999 ; le second œuvre (sols, plafonds, garde-corps, portes palières, etc.) débute dans la foulée et s'achève en février 2002 avec les aménagements de surface,.
Elle est réalisée par les architectes Dominique Brard, Olivier Le Bras, Marc Quelen et Patrice Robaglia,, qui ont dessiné une station sur un seul niveau, la salle des billets se situant dans l'édicule en béton composé de deux accès et possédant une grande baie vitrée sur sa façade est éclairant en grande partie la station. Elle est équipée pour permettre son accessibilité aux personnes à mobilité réduite (PMR). Elle est l'une des stations les moins profondes du réseau, les quais se situant à une profondeur de 4,30 mètres seulement.
La construction du parc relais début en janvier 2005. Il devait être livré fin 2006, mais des soucis de stabilité du terrain font prendre du retard au chantier. Il est finalement mis en service en août 2007 avec la gare bus située en surface,. Sa construction tardive par rapport à ceux de J.F. Kennedy et Villejean-Université s'explique par la priorisation du budget de Rennes Métropole sur l'achat de nouvelles rames.
Elle est la cinquième station la plus fréquentée de la ligne A avec un trafic journalier cumulé de près de 21 030 montées et descentes en 2009.

## Service des voyageurs

### Accès et accueil
La station est accessible via un édicule comptant deux accès, côtés nord et sud du bâtiment placé au milieu de l'avenue, constituant la salle des billets :
- Sortie no 1 « boulevard Albert Ier » : côté nord face à l'agence commerciale, couplé à un ascenseur ;
- Sortie no 2 « rue de Suède » : côté sud, couplé à un ascenseur.

Au sein de l'édicule, des escaliers, deux escalators et autant d'ascenseurs desservant les quais.
La station est équipée de distribteurs automatiques de titres de transport et de portillons d'accès couplés à la validation d'un titre de transport, opérationnels à partir du 1er décembre 2020 concomitamment au nouveau système billettique, afin de limiter la fraude. La décision de modification a été confirmée lors du conseil du 30 avril 2015 de Rennes Métropole.

Les accès et les environs la station
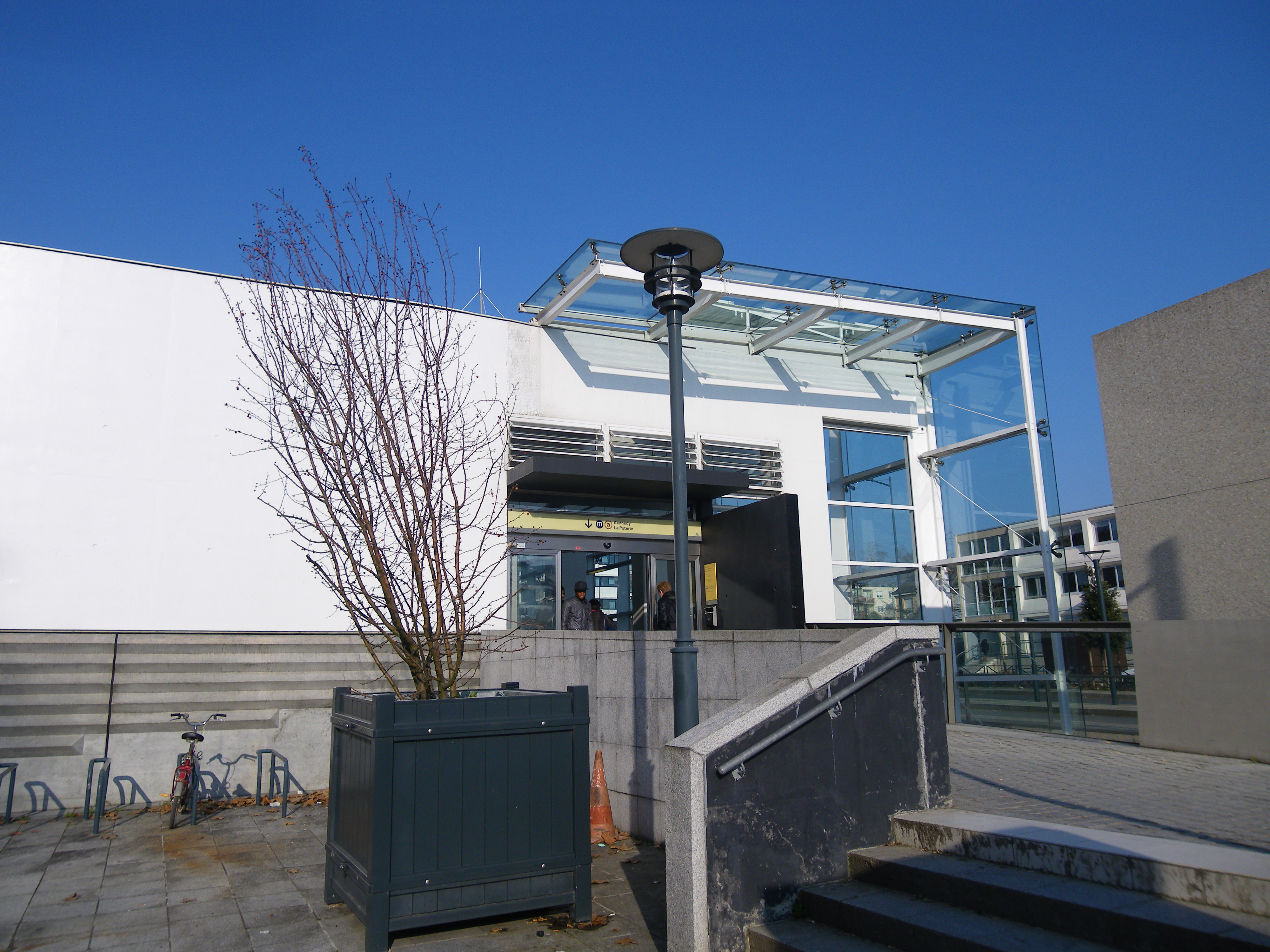
Accès de la station.
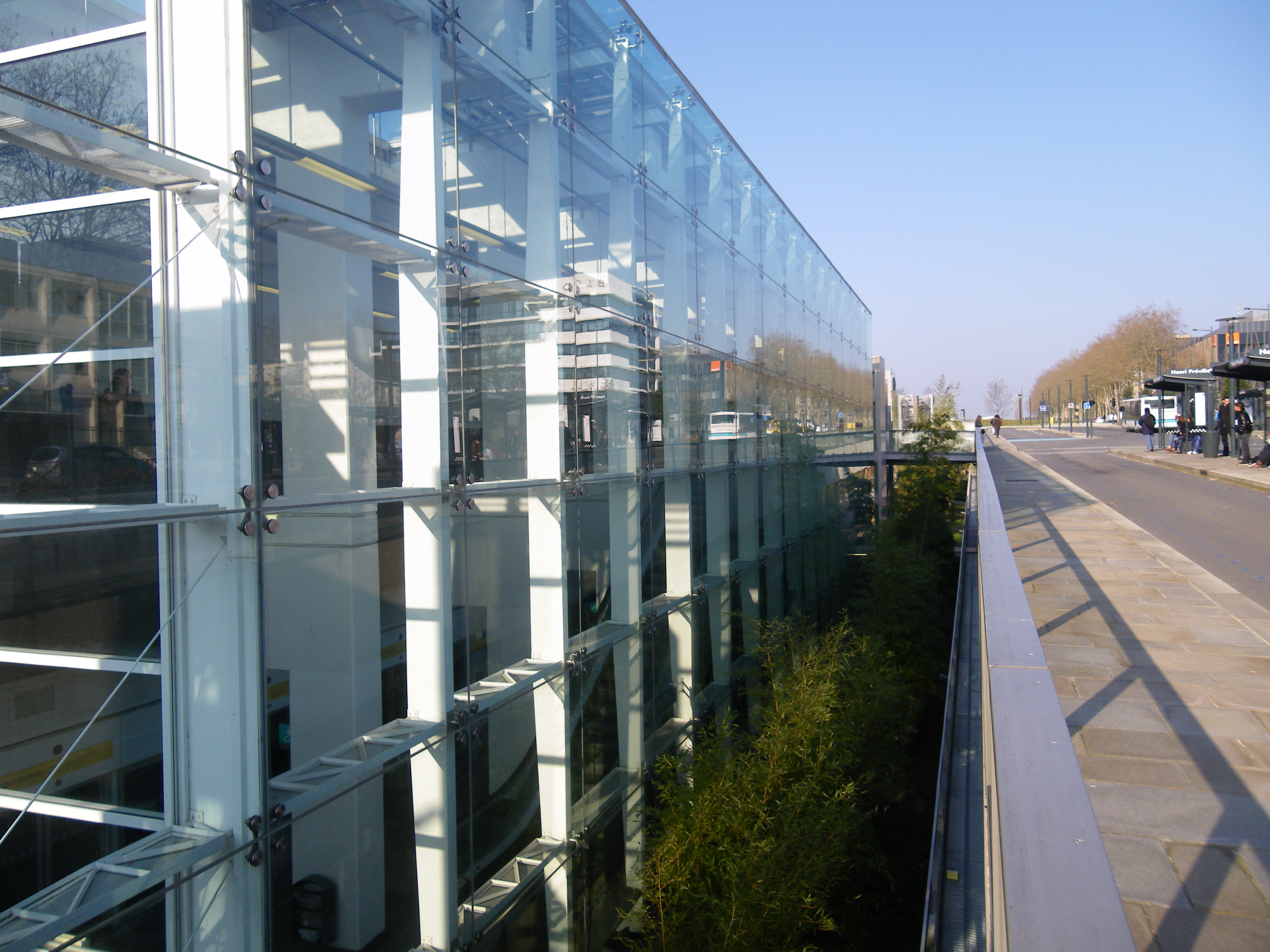
La facade vitrée avec, à droite, les arrêts de bus.

### Desserte
Henri Fréville est desservie par les rames qui circulent quotidiennement sur la ligne A, avec une première desserte à 5 h 21 (7 h 31 les dimanches et fêtes) et la dernière desserte à 0 h 39 (1 h plus tard les nuits des jeudis aux vendredis, vendredis aux samedis et des samedis aux dimanches).

### Intermodalité
Elle fait office de point de correspondance pour une partie des lignes de bus du sud et du sud-ouest de Rennes Métropole, rabattues sur la station à son ouverture, et un parc relais de près de 400 places est construit à proximité,, ainsi qu'une station Citiz Rennes Métropole et un parc à vélos sécurisé C-Park Vélo de 36 places.
Elle est desservie par les lignes de bus C3, 13, 32, 37, 59, 61, 72, 74, 79, 80, 159ex, 161ex, 172ex et la nuit par la ligne N2, ainsi qu'avec les lignes 505 et 521 des cars régionaux BreizhGo,.

## Archéologie
Les fouilles préventives effectuées en 1992 n'ont mis au jour qu'un fossé de l'ancien chemin d'Abas, dont l'actuelle avenue Henri-Fréville suit le tracé.

## À proximité
La station dessert notamment :
- les centres commerciaux Alma, le plus grand de la ville, et Les Almadies.